# Fawziya Abdoulkarim
Pour les articles homonymes, voir Abdoulkarim.
Fawziya Abdoulkarim (née le 1er mars 1989) est une joueuse camerounaise de volley-ball féminin. Elle est membre de l'équipe du Cameroun de volley-ball féminin. 

## Carrière

### En sélection
Elle fait partie de l'équipe nationale du Cameroun au Championnat du monde de volley-ball féminin 2014 en Italie et aux Jeux olympiques de 2016 à Rio de Janeiro,. Elle remporte la médaille d'or lors du Championnat d'Afrique de volley-ball féminin 2017.
Elle participe ensuite avec son équipe au Championnat du monde féminin de volley-ball 2018,.
Elle remporte la médaille d'argent des Jeux africains de 2019 puis l'or au Championnat d'Afrique féminin de volley-ball 2019.

### En club
- Bafia VB Evolution (2014-2015)
- VBC Chamalières (2015-2017)
- SOC Sens Olympique Club (2017-2020)
- ESCV Entente Saint-Chamond Volley (2020-2021)
- VB Pays Viennois (2022-act)

## Palmarès
- Médaille d'or au Championnat d'Afrique de volley-ball féminin 2017
- Médaille d'argent aux Jeux africains de 2019.
- Médaille d'or au Championnat d'Afrique féminin de volley-ball 2019